# Hedysarum dshambulicum
Hedysarum dshambulicum är en ärtväxtart som beskrevs av Nikolai Vasilievich Pavlov. Hedysarum dshambulicum ingår i släktet buskväpplingar, och familjen ärtväxter. Inga underarter finns listade i Catalogue of Life.